# Diagramma degli oggetti
Il diagramma degli oggetti (o Object Diagram) è un diagramma di tipo statico previsto dall'UML per descrivere un sistema in termini di oggetti e relative relazioni.

Il diagramma è molto simile a quello del Class diagram e descrive gli oggetti e le relative relazioni che sono istanziate in un determinato tempo t+1.

## Object
L'object, l'oggetto, è l'istanza di una classe rappresentata dal modello.

Mentre la classe rappresenta un modello di una entità, l'oggetto è la sua determinata istanza, identificabile tramite i valori assunti dai suoi parametri o attributi. Data una classe, al tempo t+1 possono "esistere" molteplici istanze, ossia oggetti, di quella classe.

## Relazione
Anche per gli oggetti si possono descrivere le relazioni, ma in questo caso non si disegnano le molteplici relazioni realizzabili, ma quelle e solo quelle che si sono realizzate, o istanziate, in un determinato momento.

## Diagramma
Il diagramma descrive nella parte superiore i diversi modi in cui possono essere descritti gli oggetti. In questo caso l'Automobile è l'istanza della classe Veicolo.
Nella parte inferiore è riportato un esempio di istanze di due classi diverse, la classe Progetto e quella Utente, e la relazione che esiste tra l'istanza Wikipedia e l'istanziazione di tre determinati utenti.